# Патрік Сенекаль
Патрік Сенекаль (нар. 1967, Друмонвіль) — франко-канадський письменник і сценарист.

## Біографія
Здобувши ступінь бакалавра з французької мови та літератури в Монреальському університеті, він кілька років викладав літературу й кіно в коледжі Друмонвіля. В захопленні від усіх художніх форм, використовуючи напруженість, фантазію та страх, у 1994 році він опублікував перший роман жахів «5150 рю дез Орм», у якому напруга й сильні емоції — у центрі уваги. Його третій роман «На порозі» — фантастичний трилер, опублікований 1998 року, критики схвалили одноголосно. Після «Алісс» (2000), надзвичайно оригінального прочитання й інтерпретації шедевра Льюїса Керрола, Les Sept Jours du talion (2002), Oniria (2004), Le Vide (2007) та Hell.com (2009) завоювали серця читачів одразу після їхнього виходу. «На порозі» та «5150 рю дез Орм» екранізував Ерік Тесьє (2003 та 2009 рр.), а Подз став режисером «Семи днів таліону» (випущено в лютому 2010 року).